# Halörsgraven
Halörsgraven är en sjö i Umeå kommun i Västerbotten och ingår i Dalkarlsån-Sävaråns kustområde. Sjön har en area på 0,0612 kvadratkilometer och ligger 2,4 meter över havet. Halörsgraven ligger i Holmöarna Natura 2000-område.

## Delavrinningsområde
Halörsgraven ingår i det delavrinningsområde (708141-175149) som SMHI kallar för Rinner till N n Kvarkens kustvatten. Medelhöjden är 5 meter över havet och ytan är 27,83 kvadratkilometer. Det finns inga avrinningsområden uppströms utan avrinningsområdet är högsta punkten. Avrinningsområdets utflöde mynnar i havet, utan att ha någon enskild mynningsplats.